# Andrzej Szopa
Andrzej Szopa (ur. 26 maja 1952 w Bydgoszczy, zm. 31 grudnia 2022 w Konstancinie-Jeziornie) – polski aktor filmowy i teatralny.

## Życiorys
Ukończył w 1977 roku Wydział Aktorski Państwowej Wyższej Szkoły Filmowej, Telewizyjnej i Teatralnej w Łodzi. Dyplom uzyskał w 1979 roku. Po zakończeniu edukacji, w latach 1987–1996, mieszkał i występował w Stanach Zjednoczonych). Grywał na deskach Teatru Polskiego we Wrocławiu (1977–1987, 1997–1998), a także był aktorem Teatru Kwadrat w Warszawie (1998–2017).
W 2016, w Stanach Zjednoczonych, poddał się operacji kręgosłupa, w trakcie której przeszedł udar mózgu. Od tej pory był częściowo sparaliżowany i poruszał się na wózku inwalidzkim. W tym samym roku zamieszkał w Domu Artystów Weteranów Scen Polskich w Skolimowie, gdzie zmarł 31 grudnia 2022 w wieku 70 lat. Został pochowany na cmentarzu w Milanówku.
Był żonaty z Izabelą Szopą.

## Filmografia
- 2015 – Carte blanche jako nabywca lunety
- 2013 – Czas honoru jako Jameson (odc. 66)
- 2011 – Głęboka woda jako Bronek (odc. 5)
- 2011 – 1920 Bitwa warszawska jako major Bielski
- 2010 – Duch w dom jako ojciec panny młodej (odc. 2)
- 2009 – Siostry jako policjant (odc. 5)
- 2008 – Nie kłam, kochanie jako bankowiec
- 2008 – Świat według Kiepskich jako Andrzej (odc. 301)
- 2007 – Samo życie jako prezes Adam Taczalski
- 2007 – Ekipa jako pułkownik, członek Rady Bezpieczeństwa Narodowego
- 2007 – Ballada o Piotrowskim jako sklepowy
- 2006 – Jan Paweł II jako Michaił Gorbaczow
- 2006–2007 – Kopciuszek jako Węgiełek
- 2006 – Ale się kręci jako wartownik Matoga
- 2005–2008 – Pitbull jako karawaniarz
- 2005 – PitBull jako karawaniarz
- 2005 – Na dobre i na złe jako majster
- 2005 – Magiczne drzewo jako właściciel gokartów
- 2005–2006 – M jak miłość jako hipochondryk Józef, pacjent przychodni Kotowicza
- 2005 – Biuro kryminalne jako Krzysztof Kujawa
- 2005 – 1409. Afera na zamku Bartenstein jako kniaź, ojciec Jagientki
- 2004–2008 – Pierwsza miłość jako kierownik firmy sprzątającej
- 2004 – Pensjonat pod Różą jako sierżant
- 2004 – Kryminalni jako Ludwik Żyto, świadek porwania Maćka
- 2003 – Żurek jako ksiądz
- 2003 – Zostać miss jako inspektor Kolaska
- 2003 – Sąsiedzi jako klown Franciszek Kujawa
- 2003 – Pogoda na jutro jako wręczający procę Cichockiemu
- 2003–2008 – Plebania jako Franciszek Piętak, syn Zdzisławy
- 2003 – Kasia i Tomek jako policjant
- 2002 – Superprodukcja jako szef barobusu
- 2002 – Doppelter Einsatz jako Mirosław
- 2001 – Pas de deux jako rzeźnik
- 2001 – Na dobre i na złe jako malarz Gustaw Mleczan
- 2001 – Marszałek Piłsudski jako strażnik
- 2000 – Cud purymowy jako Silberstein, prawnik z Nowego Jorku
- 2000 – Lokatorzy jako Mucha-Muchowiecki
- 2000 – Cześć Tereska jako kierownik chóru
- 2000 – Anna Karenina jako lokaj Obłońskich
- 1999 – Wszystkie pieniądze świata jako żandarm
- 1999–2000 – Graczykowie jako Ziutek (odc. 4, 24)
- 1998–1999 – Życie jak poker jako szef
- 1998 – Miodowe lata jako redaktor Gorczyca
- 1998 – Billboard jako taksówkarz
- 1997–1998 – Z pianką czy bez jako Eugeniusz Rozbirski, przewodniczący rady mieszkańców
- 1997–2008 – Klan jako urzędnik Urzędu Stanu Cywilnego
- 1986 – Na kłopoty… Bednarski jako złodziej „Kulas”, znajomy Bednarskiego
- 1986 – Biały smok (oryg. Legend of the White Horse) jako barman
- 1986 – Głód serca jako świadek wypadku
- 1985 – Sezon na bażanty jako Andrzej, brat Kaczmarka
- 1985 – Daleki dystans jako trener Cebula
- 1984 – Trapez jako kadrowiec
- 1984 – Jajo
- 1982 – Wielki Szu
- 1982 – Popielec
- 1981 – Wielki bieg jako dziennikarz radiowy
- 1980 – Przed odlotem jako pracownik instytutu
- 1980 – Mniejsze niebo jako młody mężczyzna
- 1979 – Wolne chwile jako Szczepan
- 1979 – Strachy jako „kowboj”
- 1978 – Wesela nie będzie jako Edzio, kolega Wojtka ze wsi
- 1976 – Krótkie życie jako Cichy

## Polski dubbing
- 2013: Hobbit: Pustkowie Smauga – Dori
- 2013: Littlest Pet Shop –
  - Fisher Biskit (odc. 2, 4),
  - Tootsie (odc. 4),
  - Bludog (odc. 5),
  - Mary Frances (odc. 7)
- 2012: Hobbit: Niezwykła podróż – Dori
- 2012: Epic Mickey 2: Siła dwóch
- 2011: Niesławny: Infamous 2 – Więzień
- 2011: Ratchet & Clank: 4 za Jednego – Zephyr
- 2011: Tara Duncan – Manitou
- 2010: Miś Paddington – pan Gruber
- 2010: Psy i koty 2: Odwet Kitty
- 2010: Wakfu
- 2010: Rajdek – mała wyścigówka – Rdzawek
- 2009: Harry Potter i Książę Półkrwi (gra) – Filius Flitwick
- 2008: Niezwykłe przypadki Flapjacka – Knykieć
- 2007: Harry Potter i Zakon Feniksa – Stworek
- 2007: Harry Potter i Zakon Feniksa (gra) – Filius Flitwick
- 2007: Zawiadowca Ernie – Hammersmith
- 2006: Eragon – Sloan
- 2004: Harry Potter i więzień Azkabanu (gra) – Filius Flitwick
- 2002: Neverwinter Nights
- 1996: O czym szumią wierzby – Ropuch
- 1987–1990: Kacze opowieści – Diodak (nowa wersja dubbingu)